# Чиста функція
У програмування, чиста функція — це функція, яка має такі властивості:
1. повернені значення з функції тотожні для тотожних аргументів (ніяких змін разом з локальними статичними змінними, нелокальними змінними, мутовними аргументами-посиланями або потоками введення/виведення), і
2. функція не має побічних впливів (не змінює локальні статичні змінні, нелокальні змінні, змінні аргументи-посилання або потоки введення/виведення).

Отже, чиста функція це обчислювальний аналог математичної функції. Деякі автори, особливо зі спільноти імперативних мов, використовують термін «чиста» для всіх функцій, що мають лише другу зі щойно наведених властивостей (обговорено нижче).

## Приклад

### Чисті функції
Наступні приклади функцій з C++ чисті:
- floor, повертає цілу частину числа;
- max, повертає більше з двох значень.
- функція f, визначена як
void f() {
  static std::atomic<unsigned int> x = 0;
  ++x;
}

Значення x можна спостерігати всередині викликів f() і через те, що f() не повідомляє значення x назовні, вона невідрізненна від функції void f() {}, яка нічого не робить. Зауважте, що x це std::atomic, тому зміни з багатьох потоків, що виконують f() конкурентно не спричиняють стан гонитви, який призводить до невизначеної поведінки в C і C++.

### Нечисті функції
Наступні функції C++ нечисті, бо їм бракує властивості 1:
- бо повертане значення змінюється зі зміною статичної змінної
int f() {
  static int x = 0;
  ++x;
  return x;
}
- бо повертане значення змінюється зі зміною нелокальної змінної
int f() {
  return x;
}

З тої ж причини, наприклад, бібліотечна функція C++ sin() не чиста, бо її наслідок залежить від режиму заокруглення IEEE, який можна змінити під час виконання.
- бо повертане значення змінюється зі зміною мутовного аргумента-посилання
 int f(int* x) {
  return *x;
}
- бо повертане значення залежить від стану потоку введення
int f() {
  int x = 0;
  std::cin >> x;
  return x;
}

Наступні функції в C++ нечисті, бо вони не мають властивості 2:
- через зміну локальної статичної змінної
void f() {
  static int x = 0;
  ++x;
}
- через зміну нелокальної змінної
void f() {
  ++x;
}
- через зміну мутовного аргумента-посилання
void f(int* x) {
  ++*x;
}
- через зміну потоку виведення
void f() {
  std::cout << "Hello, world!" << std::endl;
}

Наступні функції в C++ нечисті, бо вони не мають обох властивостей:
- бо повертане значення змінюється разом з локальною статичною змінною і через зміну локальної статичної змінної
int f() {
  static int x = 0;
  ++x;
  return x;
}
- бо повертане значення змінюється залежно від стану потоку введення і сам потік введення зазнає змін
int f() {
  int x = 0;
  std::cin >> x;
  return x;
}

## Оптимізації компілятора
Функції, що мають лише другу властивість дозволяють такі компіляторні техніки оптимізації як усунення спільних підвиразів і оптимізація циклів. Приклад на C++ це метод length, що повертає розмір рядка, що залежить від вмісту пам'яті, на яку вказує змінна, що порушує властивість 1. Проте, в однопотоковому середовищі, наступний код на C++
```
std
::
string
 
s
 
=
 
"Hello, world!"
;

int
 
a
[
10
]
 
=
 
{
1
,
 
2
,
 
3
,
 
4
,
 
5
,
 
6
,
 
7
,
 
8
,
 
9
,
 
10
};

int
 
l
 
=
 
0
;

for
 
(
int
 
i
 
=
 
0
;
 
i
 
<
 
10
;
 
++
i
)
 
{

  
l
 
+=
 
s
.
length
()
 
+
 
a
[
i
];

}

```

можна оптимізувати так, що значення s.length() обчислене лише раз, перед циклом.